# 황비홍 5
《황비홍 5 - 용성섬패》(黃飛鴻 之 五龍城殲覇: Once Upon A Time In China V)는 홍콩에서 제작된 서극 감독의 1994년 영화이다. 조문탁 등이 주연으로 출연하였고 오사원 등이 제작에 참여하였다.

## 출연

### 주연
- 조문탁
- 관지림
- 막소총

### 조연
- 정칙사
- 왕정형
- 웅흔흔
- 곽진안

## 기타
- 제작총지휘: 맥자선
- 무술연출: 원빈
- 출품인: 추문회

## SBS 성우진 (2004년 6월 20일)
- 홍시호 - 황비홍(조문탁)
- 차명화 - 소균(관지림)
- 김영선 - 아관(막소총)
- 김아영 - 소연
- 이봉준 - 황기영
- 김소형 - 번개발
- 서광재 - 아서
- 이장원 - 세영
- 최병학
- 문영래
- 이연희
- 김준
- 위훈
- 임채헌